# Dasychira chera
Dasychira chera är en fjärilsart som beskrevs av Erich Martin Hering 1927. Dasychira chera ingår i släktet Dasychira och familjen tofsspinnare. Inga underarter finns listade i Catalogue of Life.